# جاز دي فرانس
جاز دي فرانس (بالفرنسية:Gaz de France) هي شركة طاقة فرنسية متخصصة في إنتاج وتوزيع وبيع الغاز الطبيعي. تأسست الشركة سنة 1946 ومقرها الرئيسي في باريس عاصمة فرنسا و يعمل بها أكثر من 53,100 موظف. ولديها أكبر شبكة لتوزيع الغاز في كل أنحاء أوروبا وتصل أطوال خطوط الانابيب التابعة لها إلى 186,000 كم (يونيو 2008).
في 22 يوليو 2008 اندمجت شركة جاز دي فرانس مع شركة سويس وكونو سوا شركة جاز دي فرانس-سويز (GDF Suez S.A).

## وصلات خارجية
- موقع الشركة الرسمي نسخة محفوظة 20 يوليو 2008 على موقع واي باك مشين.